# Uniwersytet Patraski
Uniwersytet Patraski (gr. Πανεπιστήμιο Πατρών) – grecka publiczna uczelnia, zlokalizowana w Patras.
Uczelnia została założona 11 listopada 1964 jako niezależna instytucja, nadzorowana przez rząd Grecji. Uroczyste otwarcie uniwersytetu miało miejsce 30 listopada 1966, w dniu świętego Andrzeja, patrona Patras. Krzyż świętego Andrzeja jest też elementem herbu uczelni. 

## Struktura organizacyjna
- Wydział Architektury
- Wydział Biologii
- Wydział Administracji i Zarządzania
- Wydział Zarządzania Przedsiębiorstwami Spożywczymi i Rolniczymi
- Wydział Inżynierii Chemicznej
- Wydział Chemii
- Wydział Budownictwa
- Wydział Inżynierii Komputerowej i Informatyki
- Wydział Zarządzania Dziedzictwem Kulturowym i Nowych Technologii
- Wydział Ekonomii
- Wydział Pedagogiki i Edukacji Przedszkolnej
- Wydział Elektrotechniki i Inżynierii Komputerowej
- Wydział Zarządzania Środowiskiem i Zasobami Naturalnymi
- Wydział Geologii
- Katedra Badań Materiałowych
- Wydział Matematyki
- Wydział Inżynierii Mechanicznej i Aeronautyki
- Wydział Medycyny
- Wydział Farmacji
- Wydział Filologii
- Wydział Filozofii
- Wydział Fizyki
- Wydział Edukacji Podstawowej
- Wydział Studiów Teatralnych